# Латерето (Арецо)
Латерето је насеље у Италији у округу Арецо, региону Тоскана.
Према процени из 2011. у насељу је живело 42 становника. Насеље се налази на надморској висини од 240 м.